# Elisabeth von Dänemark und Norwegen

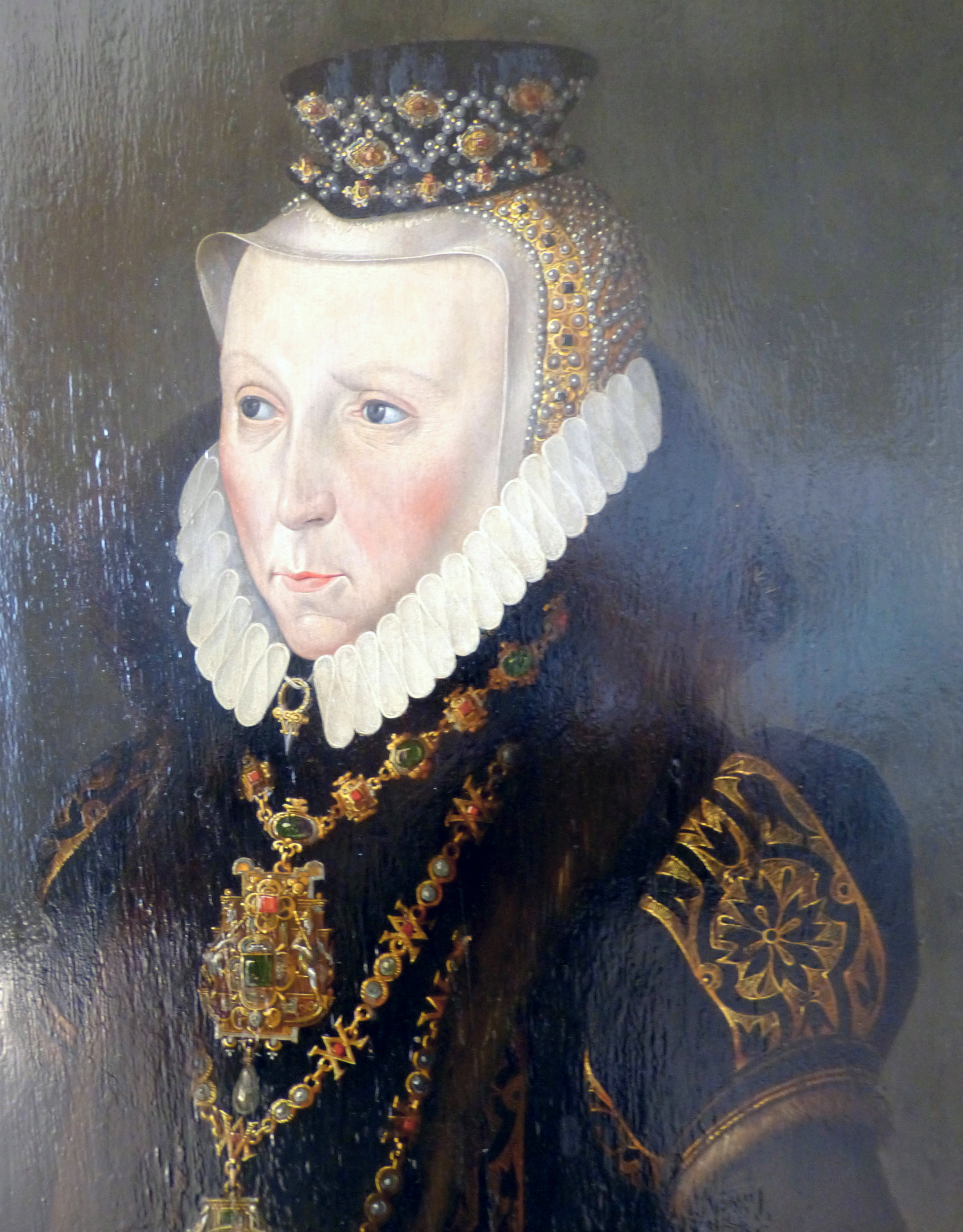
Elisabeth von Dänemark und Norwegen, Porträt (1578) von Cornelius Krommeny, Schlossmuseum Güstrow

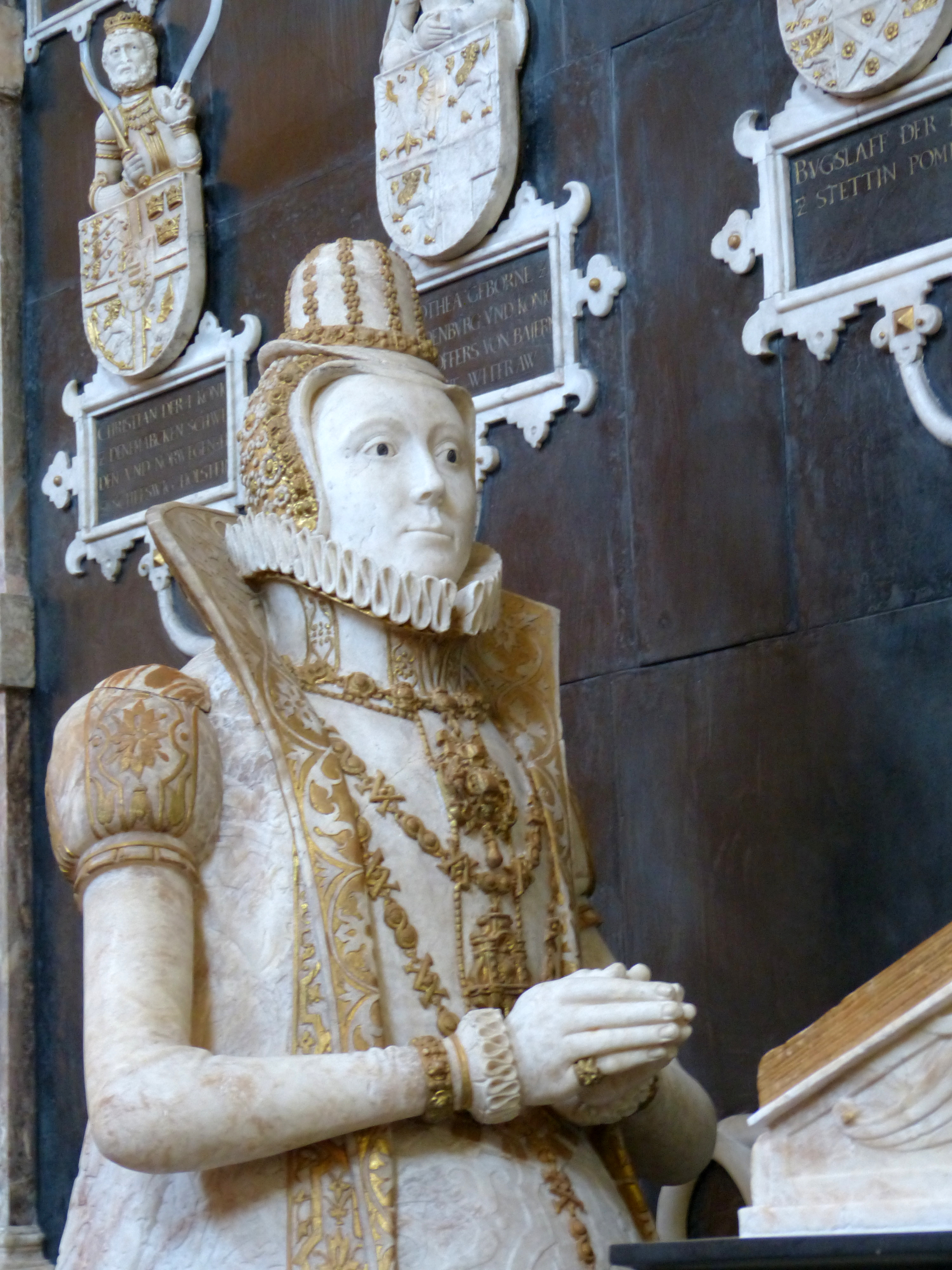
Skulptur Elisabeths im Wandgrab Ulrichs von Mecklenburg

Elisabeth von Dänemark und Norwegen (* 14. Oktober 1524; † 15. Oktober 1586 in Gedser) war eine dänische Prinzessin und durch Heirat Herzogin von Mecklenburg.

## Leben
Elisabeth war zweites Kind und älteste Tochter aus der (für ihn zweiten) Ehe von König Friedrich I. von Dänemark und Norwegen mit Sophia von Pommern.
Nach dem Tod ihres Vaters 1533 wuchs sie am Hof seines Erben, ihres Halbbruders, König Christian III. auf. 1542 wurde sie mit Herzog Magnus III. von Mecklenburg verlobt; ihre Hochzeit fand am 26. August 1543 im Kieler Schloss statt. Die Ehe blieb kinderlos, und nach dem Tod von Magnus 1550 kehrte Elisabeth nach Dänemark zurück.
1556 heiratete sie in zweiter Ehe Herzog Ulrich von Mecklenburg, der seinem Vetter Magnus als Administrator des Stifts Schwerin gefolgt war. Das Paar hatte eine einzige Tochter, Sophie, die durch Heirat mit ihrem Cousin Friedrich II. von Dänemark im Alter von 14 Jahren Königin von Dänemark und Norwegen wurde.

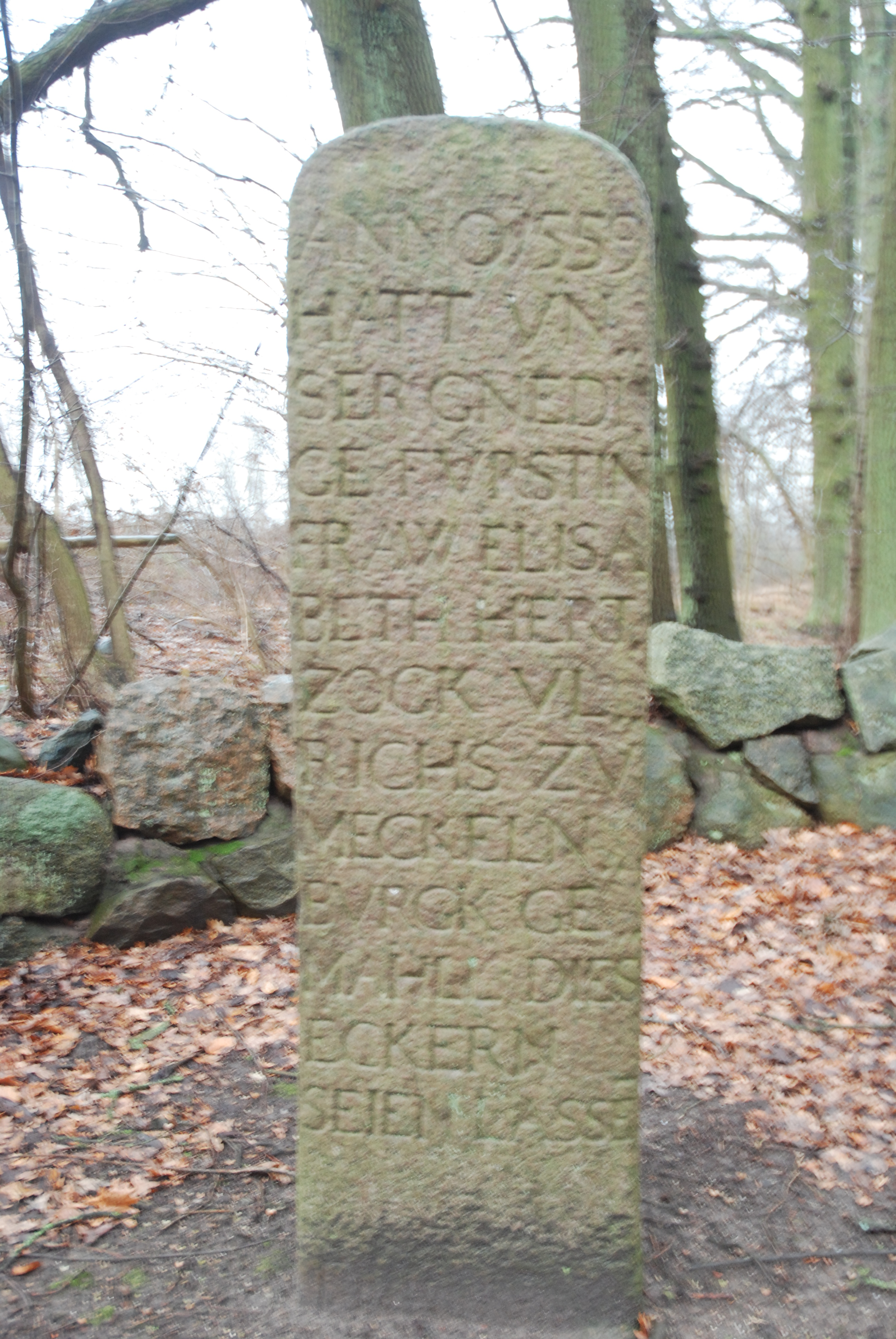
Gedenkstein im Everstorfer Forst an die Aufforstung durch Elisabeth 1559

Elisabeth engagierte sich sozial und erbaute Armenhäuser in Grabow, Stargard, Bützow, Güstrow und Stavenhagen. Im Everstorfer Forst bei Plüschow (1559) und auf dem Güstrower Heidberg ließ sie Wald anpflanzen. Auf religiösem Gebiet förderte sie die Erneuerung des Güstrower Doms (1565–1568) und des Doberaner Münsters. Zusammen mit Ulrich richtete sie 1575 im Kloster Rühn eine Schule für adlige Töchter ein.
Sie starb auf einer Reise zu ihrer Tochter in Gedser und wurde im Güstrower Dom beigesetzt.
An Elisabeth erinnert ihr Wappen im Tor von Schloss Güstrow, der Altar in Rühn, der sie als Stifterin zeigt, sowie das monumentale Wandgrabmal im Güstrower Dom, das Ulrich ihr, seiner zweiten Frau Anna von Pommern und sich selbst von Philipp Brandin setzen ließ.